# Kuafu
KuaFu (enkel kinesiska: 夸父计划, pinyin: Kuāfù Jìhuà, eller ASO-S) är ett kinesiskt projekt för utforskningen av solen.
Rymdfarkosten är uppkallad efter en jätte i den kinesiska mytologin som utan framgång försökte fånga solen. Farkosten vägger 888 kg och den har instrument för att mäta solens magnetfält, kemiska egenskaper av fotosfären samt materialmängder i utbrott av solens korona. KuaFu 1 sköts upp den 2 oktober 2022 med en raket av typen Chang Zheng 2. Projektet genomförs av Kinas vetenskapliga akademi. Farkosten har två solkraftsceller och den kan överföra 1 gigabit informationer per sekund.